# جون فوكودا
جون فوكودا (باليابانية: 福田純؛ بالكانا: ふくだ じゅん) هو كاتب سيناريو ومخرج ياباني، ولد في 17 فبراير 1928 في منشوريا في الصين، وتوفي في 3 ديسمبر 2000 في سيتاغايا في اليابان بسبب سرطان.

## وصلات خارجية
- جون فوكودا على موقع IMDb (الإنجليزية)
- جون فوكودا على موقع ألو سيني (الفرنسية)
- جون فوكودا على موقع تيرنر كلاسيك موفيز (الإنجليزية)
- جون فوكودا على موقع أول موفي (الإنجليزية)
- جون فوكودا على موقع أول موفي (الإنجليزية)
- جون فوكودا على موقع قاعدة بيانات الأفلام السويدية (السويدية)
- جون فوكودا على موقع قاعدة بيانات الفيلم (الإنجليزية)
- جون فوكودا على موقع كينوبويسك (الروسية)